# 新坎頓 (新澤西州)
新坎頓（英語：New Canton）是位於美國新澤西州默瑟縣及蒙茅斯縣的非建制地區。

## 地理
新坎頓所處的海拔為高於海平面36米（即118英呎），而該地所採用的時區為UTC-5，即北美东部时区（EST）。同時該地設有夏令時間，為UTC-5調快一小時，即UTC-4（EDT）。